# Kyrie Eleison (musikgrupp)
Kyrie Eleison är ett symphonic power metal-band, startat 1998 i Argentina av gitarristen Diego Ribeiro Couto.

## Medlemmar
Senaste medlemmar
- Horacio Carrizo – basgitarr (1998–2016)
- Diego Ribeiro Couto – gitarr, keyboard (1998–2016)
- Sergio Vázquez – trummor (1999–2016)
- Alejandro Fernández – sång (2003–2016)

## Diskografi
EP
- Kyrie Eleison (2005)

Studioalbum
- ...In The Arms Of Decadence (2007)